# Fosilización (lingüística)
En morfología lingüística, la fosilización se refiere a dos nociones cercanas. La primera, se trata de la preservación de características lingüísticas antiguas que han perdido sus funciones gramaticales en el lenguaje. La segunda es la pérdida de productividad de un paradigma gramatical (por ejemplo, de un afijo), que todavía se sigue utilizando en algunas palabras. Algunos ejemplos del concepto de fosilización son los morfemas fosilizados y palabras fósiles.
El término fosilización interlingüística se refiere a los tipos de errores comunes que comete la mayoría de la población aprendiz de una segunda lengua, y que difieren del uso idiomático de aprendices que hablan la lengua de forma nativa.  Son generalizaciones erróneas o reglas del lenguaje simplificadas, que pueden ser clasificadas como fosilización fonológica, fosilización léxica, fosilización sintáctica y fosilización pragmática. Estos errores ocurren independientemente de la exposición al idioma o del nivel educativo.

Fosilización interlingüística